# نيكولايفسك-نا-أمور
نيكولايفسك-نا-أمور (بالروسية: Николаевск-на-Амуре) هي إحدى مدن روسيا في الكيان الفدرالي الروسي خاباروفسك كراي.

## المناخ
يظهر الجدول التالي التغييرات المناخية على مدار السنة لنيكولايفسك-نا-أمور:
| البيانات المناخية لـنيكولايفسك-نا-أمور                            | البيانات المناخية لـنيكولايفسك-نا-أمور | البيانات المناخية لـنيكولايفسك-نا-أمور | البيانات المناخية لـنيكولايفسك-نا-أمور | البيانات المناخية لـنيكولايفسك-نا-أمور | البيانات المناخية لـنيكولايفسك-نا-أمور | البيانات المناخية لـنيكولايفسك-نا-أمور | البيانات المناخية لـنيكولايفسك-نا-أمور | البيانات المناخية لـنيكولايفسك-نا-أمور | البيانات المناخية لـنيكولايفسك-نا-أمور | البيانات المناخية لـنيكولايفسك-نا-أمور | البيانات المناخية لـنيكولايفسك-نا-أمور | البيانات المناخية لـنيكولايفسك-نا-أمور | البيانات المناخية لـنيكولايفسك-نا-أمور |
| الشهر                                                             | يناير                                  | فبراير                                 | مارس                                   | أبريل                                  | مايو                                   | يونيو                                  | يوليو                                  | أغسطس                                  | سبتمبر                                 | أكتوبر                                 | نوفمبر                                 | ديسمبر                                 | المعدل السنوي                          |
| ----------------------------------------------------------------- | -------------------------------------- | -------------------------------------- | -------------------------------------- | -------------------------------------- | -------------------------------------- | -------------------------------------- | -------------------------------------- | -------------------------------------- | -------------------------------------- | -------------------------------------- | -------------------------------------- | -------------------------------------- | -------------------------------------- |
| الدرجة القصوى °م (°ف)                                             | 0.3 (32.5)                             | 5.7 (42.3)                             | 11.9 (53.4)                            | 19.6 (67.3)                            | 31.7 (89.1)                            | 34.3 (93.7)                            | 34.1 (93.4)                            | 35.3 (95.5)                            | 28.9 (84.0)                            | 22.5 (72.5)                            | 11.4 (52.5)                            | 2.8 (37.0)                             | 35.3 (95.5)                            |
| متوسط درجة الحرارة الكبرى °م (°ف)                                 | −17.5 (0.5)                            | −13.7 (7.3)                            | −5.6 (21.9)                            | 2.9 (37.2)                             | 10.5 (50.9)                            | 19.0 (66.2)                            | 21.7 (71.1)                            | 21.5 (70.7)                            | 16.2 (61.2)                            | 6.6 (43.9)                             | −6.1 (21.0)                            | −15.5 (4.1)                            | 3.3 (37.9)                             |
| المتوسط اليومي °م (°ف)                                            | −21.8 (−7.2)                           | −19.0 (−2.2)                           | −11.6 (11.1)                           | −2.1 (28.2)                            | 5.0 (41.0)                             | 13.1 (55.6)                            | 16.5 (61.7)                            | 16.1 (61.0)                            | 10.6 (51.1)                            | 2.0 (35.6)                             | −10.3 (13.5)                           | −19.4 (−2.9)                           | −1.7 (28.9)                            |
| متوسط درجة الحرارة الصغرى °م (°ف)                                 | −25.6 (−14.1)                          | −23.4 (−10.1)                          | −16.9 (1.6)                            | −6.4 (20.5)                            | 0.9 (33.6)                             | 8.0 (46.4)                             | 12.2 (54.0)                            | 11.8 (53.2)                            | 6.3 (43.3)                             | −1.6 (29.1)                            | −14.0 (6.8)                            | −22.9 (−9.2)                           | −6.0 (21.2)                            |
| أدنى درجة حرارة °م (°ف)                                           | −47.2 (−53.0)                          | −45.9 (−50.6)                          | −37.6 (−35.7)                          | −28.8 (−19.8)                          | −11.9 (10.6)                           | −3.8 (25.2)                            | 1.3 (34.3)                             | 0.6 (33.1)                             | −6.0 (21.2)                            | −25.1 (−13.2)                          | −34.0 (−29.2)                          | −44.2 (−47.6)                          | −47.2 (−53.0)                          |
| الهطول مم (إنش)                                                   | 42 (1.7)                               | 29 (1.1)                               | 33 (1.3)                               | 32 (1.3)                               | 53 (2.1)                               | 50 (2.0)                               | 60 (2.4)                               | 83 (3.3)                               | 82 (3.2)                               | 89 (3.5)                               | 60 (2.4)                               | 48 (1.9)                               | 660 (26.0)                             |
| متوسط الأيام الممطرة                                              | 0                                      | 0                                      | 0.5                                    | 5                                      | 15                                     | 14                                     | 15                                     | 18                                     | 19                                     | 15                                     | 2                                      | 0                                      | 104                                    |
| متوسط الأيام المثلجة                                              | 17                                     | 17                                     | 18                                     | 16                                     | 9                                      | 0.1                                    | 0                                      | 0                                      | 0                                      | 12                                     | 21                                     | 19                                     | 129                                    |
| متوسط الرطوبة النسبية (%)                                         | 76                                     | 76                                     | 74                                     | 76                                     | 77                                     | 77                                     | 81                                     | 83                                     | 82                                     | 79                                     | 79                                     | 79                                     | 79                                     |
| ساعات سطوع الشمس الشهرية                                          | 129                                    | 160                                    | 232                                    | 209                                    | 233                                    | 234                                    | 238                                    | 204                                    | 184                                    | 143                                    | 132                                    | 94                                     | 2٬192                                  |
| المصدر #1: pogoda.ru.net                                          |                                        |                                        |                                        |                                        |                                        |                                        |                                        |                                        |                                        |                                        |                                        |                                        |                                        |
| المصدر #2: الإدارة الوطنية للمحيطات والغلاف الجوي (sun 1961–1990) |                                        |                                        |                                        |                                        |                                        |                                        |                                        |                                        |                                        |                                        |                                        |                                        |                                        |

## أعلام
- فلاديمير أوستينوف